# Şakir Bilgin
Şakir Bilgin (* 1951 in Bolu, Türkei) ist ein in Deutschland lebender türkischer Autor.
Bilgin unterrichtete nach seiner Ausbildung bis 1973 an einer türkischen Volksschule, dann studierte er Sport an der Pädagogischen Hochschule in Istanbul. 1976 kam er in die Bundesrepublik Deutschland und setzte hier sein Sportstudium an der Deutschen Sporthochschule in Köln fort. Ab 1978 arbeitete er bis 2003 als Türkisch- und Sportlehrer an verschiedenen Schulen in Köln.
Am 12. Januar 1983 wurde Şakir Bilgin während einer Urlaubsreise in der Türkei verhaftet und wegen des nicht berechtigten Vorwurfes, Mitglied der in der Türkei verbotenen Organisation Dev-Sol zu sein, vor ein Militärgericht gestellt. Erst am 27. Februar 1986 erhielt er Haftverschonung, im Sommer 1987 kehrte er mit seiner Familie wieder in die Bundesrepublik Deutschland zurück.
Bilgin ist Autor mehrerer Bücher. Über die Zeit seiner Inhaftierung, Folter, Psycho-Terror, aber auch die Kameradschaft unter den Gefangenen, berichtet eindringlich sein Buch  Jeden Tag weint die Sonne. In den letzten beiden Büchern in türkischer Sprache erzählt Şakir Bilgin von einem türkischen Mädchen, das in Köln geboren und aufgewachsen ist. Unter dem Titel Ich heiße Meryem, nicht Miriam wurden diese beiden Bücher in einem Band auf Deutsch vom Internationalen Kulturwerk in Hildesheim veröffentlicht.

## Werke
- Jeden Tag weint die Sonne Pahl Rugenstein Verlag, Köln 1988 – erschien auch im Jahre 1988 in Istanbul mit dem Titel Güneş Her Gün Doğar in türkischer Sprache
- Devrimden Konuşuyorduk (Wir sprachen von der Revolution), Roman, 1990-İstanbul
- Lasst die Berge unsere Geschichte erzählen. Dipa Verlag, Frankfurt 1991
- Der Fremde. Zambon-Verlag, Frankfurt 1997 –  wurde Februar 1998 in Istanbul in türkischer Sprache unter dem Titel Sürgündeki Yabancı veröffentlicht
- Bir Daha Susma Yüreğim (Schweig nicht mehr, mein Herz), Önel Verlag Köln, 2001
- Güzellikler Yeter Bana (Mir genügt das Schöne), ÖNEL Verlag, Köln 2003
- Ich heiße Meryem, nicht Miriam. Internationales Kulturwerk-Hildesheim, 2005